# نيكولاس خيمينيز (لاعب كرة قدم أرجنتيني)
نيكولاس خيمينيز (بالإسبانية: Nicolás Giménez)‏ هو لاعب كرة قدم أرجنتيني في مركز الدفاع، ولد في 17 أبريل 1997 في Granadero Baigorria ‏ في الأرجنتين. لعب مع روزاريو سنترال وريال موناركس.

## وصلات خارجية
- نيكولاس خيمينيز (لاعب كرة قدم أرجنتيني) على موقع قاعدة بيانات كرة القدم.إي يو (الإنجليزية)
- نيكولاس خيمينيز (لاعب كرة قدم أرجنتيني) على موقع Soccerway.com (الإنجليزية)